# Kiera Chaplin
 (mai 2016).
Pour les articles homonymes, voir Chaplin (homonymie).
Kiera Chaplin, née à Belfast, en Irlande du Nord le 1er juillet 1982, est une actrice et mannequin suisse.

## Biographie
Kiera Chaplin est la fille d'Eugène Chaplin, cinquième enfant de Charlie Chaplin et d'Oona O'Neill. Elle a grandi en Suisse et réside maintenant à Genève[réf. nécessaire].
Elle a travaillé comme un mannequin à partir de l'âge de 16 ans et a été parmi les « top 20 des plus éligibles femmes dans le monde » par le magazine FHM[réf. nécessaire]. Elle est photographiée en 2002 dans le calendrier Pirelli[réf. nécessaire]. 
Elle a joué dans un certain nombre de films dont L'Importance d'être Constant, la production Yatna de Bollywood et Interno Giorno. 
En août 1991, Kiera a présenté un prix nommé d'après son grand-père (Charlie Chaplin Le Prix international de théâtre) de Benny Hill au 11e Festival du rire de Vevey, en Suisse.[réf. nécessaire]
Kiera Chaplin utilise sa notoriété pour faire campagne à plusieurs reprises pour les droits des femmes et des enfants. Depuis mars 2019, elle est présidente de la Fleur du Désert à Paris, fondée par Waris Dirie, militant des droits de l'homme, mannequin et auteur de best-sellers. Le 10 janvier 2020, Chaplin a ouvert la première école Kiera Chaplin de fleurs du désert pour 400 enfants en Sierra Leone (Afrique de l'Ouest),,.